# San Germano Vercellese
San Germano Vercellese är en ort och kommun i provinsen Vercelli i regionen Piemonte, Italien. Kommunen hade 1 544 invånare (2018).